# Kasteel Vittskövle
Vittskövle is een kasteel gelegen in Vittskövle in de gemeente Kristianstad ten zuiden van Åhus bij Hanöbukten. Het kasteel is een van de best bewaard gebleven kastelen uit de Zweedse renaissance en tevens het grootste kasteel van heel Skåne, met ruim 100 kamers. Het landgoed beslaat 2.800 hectare. Het kasteel is tegenwoordig particulier eigendom van het adellijke geslacht Stjernswärd.

## Geschiedenis
Vittskövle wordt voor het eerst vermeld in het midden van de 13e eeuw, ongeveer 4 kilometer ten noordoosten van het huidige kasteel, aan de monding van de rivier Helge å in het Yngsjömeer. Het was toen eigendom van de broers Harald en Holger Egeside. Ene Gregorius Withskutlae wordt als eigenaar vermeld in een brief uit 1272.
De eigendomslijst heeft dan een onderbreking tot het midden van de 14e eeuw. Dan wordt Holger Gregersen eigenaar van Vittskövle. Door een huwelijk kwam het in de 14e eeuw in handen van de Deense familie Brahe. De erving was een lang en ingewikkeld proces. Tijdens de laatste jaren van de Middeleeuwen was het eigendom van het bisdom Lund, maar na de reformatie werd het weer eigendom van de familie Brahe.

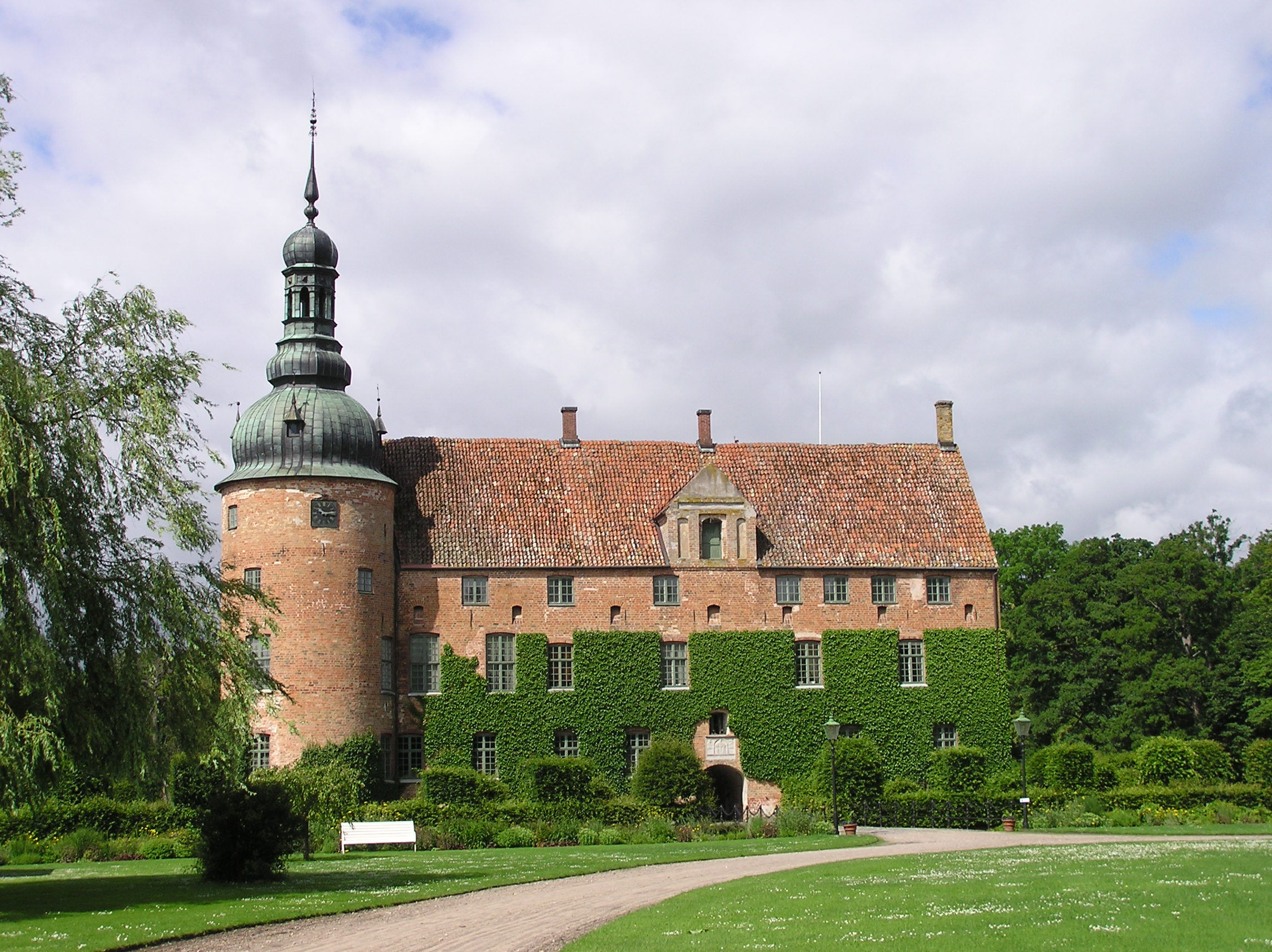
Vittskövle in 2006

Jens Axelsson Brahe (overleden in 1560, ongeveer 53 jaar oud) sloopte de middeleeuwse boerderij net ten noorden van de kerk van Vittskövle en begon rond 1553 met de bouw van een nieuw kasteel in de moerassen. De vrouw van Jens Axelsson was Anne Esgesdatter Bille (overleden in 1566, ongeveer 48 jaar oud). Hun zoon Henrik Brahe voltooide het kasteel in 1577. Zijn beide zonen Tage en Lave stierven jong en het landgoed werd eigendom van een van de vier dochters, Margareta, die trouwde met Christian Barnekow uit Birkholm. Vittskövle werd eigendom van de familie Barnekow na de dood van Henrik Brahe in 1587.
Door de vrede van Roskilde in 1658 viel Skåne in Zweedse handen. De Zweden gebruikten de toenmalige eigenaar van het kasteel, Christian Barnekow, voor propagandadoeleinden; hij werd benoemd tot vicevoorzitter van het Hof van Beroep van Göta en de familie Barnekow werd in 1664 opgenomen in de adelstand. Vittskövle werd in mei 1678 voorzien van verdedigingsbouwwerken toen de Zweden Kristianstad hadden heroverd.
Carl Linnaeus bezocht het kasteel op 26-27 mei 1749 tijdens zijn reis naar Skåne en noemde het ‘een prachtig landgoed’ met muren bedekt met klimop. Hij noteerde ook de tuinen met hun ‘dikke en mooie hagen van haagbeuk’ en dat er ‘abrikozen, perziken, kweeperen en wijnstokken langs de muren groeiden’.
In het begin van de 19e eeuw werd het kasteel opnieuw ingericht met muur- en plafondschilderingen van Christian Laurentius Gernandt. De familie Barnekow kon het zich echter niet veroorloven om het landgoed te behouden en het werd in 1826 gekocht door de bankier Jonas-Philip Hagerman. Zijn broer, Gustaf Hagerman, erfde later het kasteel. Door erfenis en aankoop kwam Vittskövle in 1839 in handen van maarschalk Rudolf Hodder Stjernsvärd (getrouwd met Gustaf Hagermans dochter Marie), die de tuin liet uitbreiden met een park en verschillende gebouwen in middeleeuwse stijl.

## Galerij

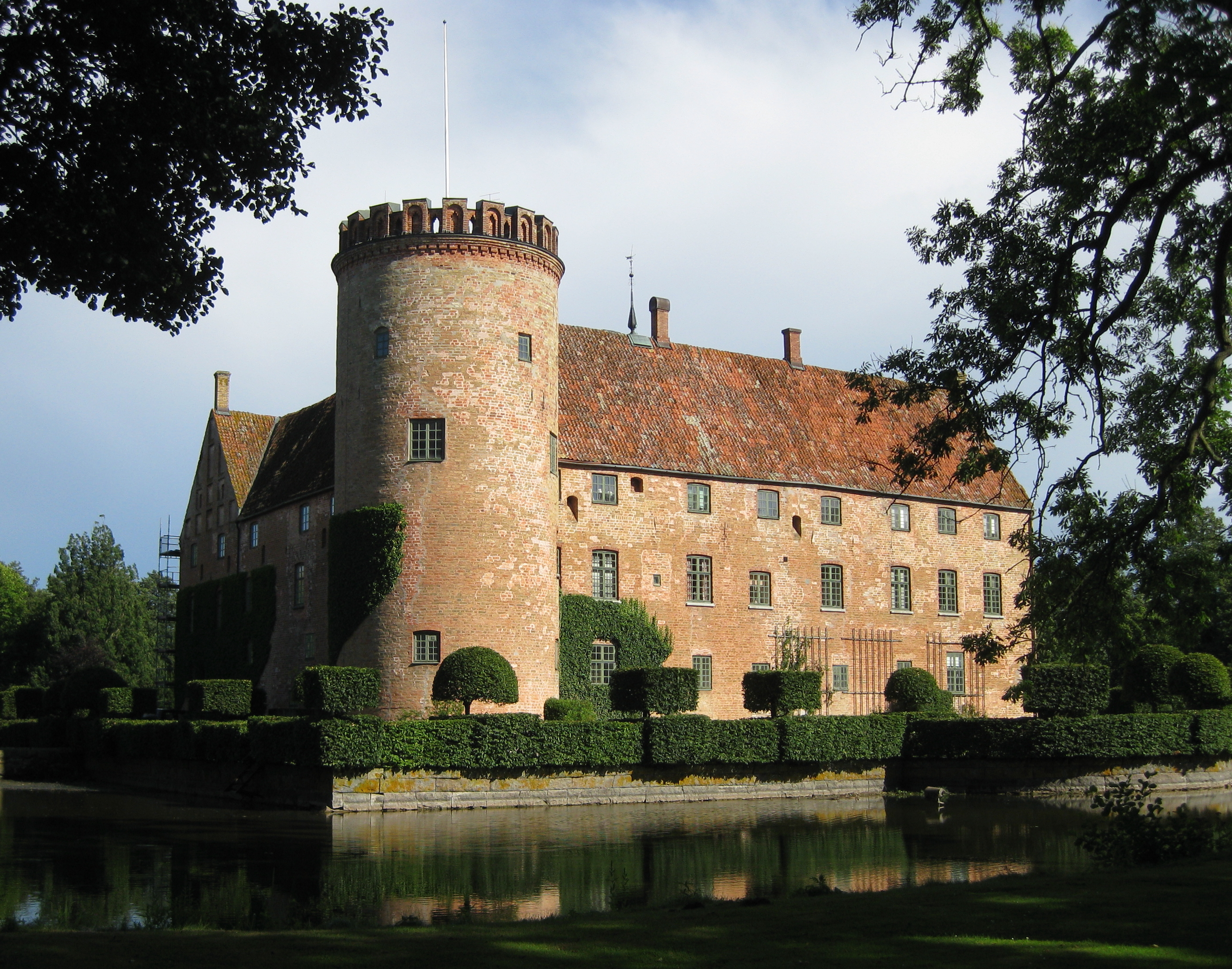
Het kasteel in 2012
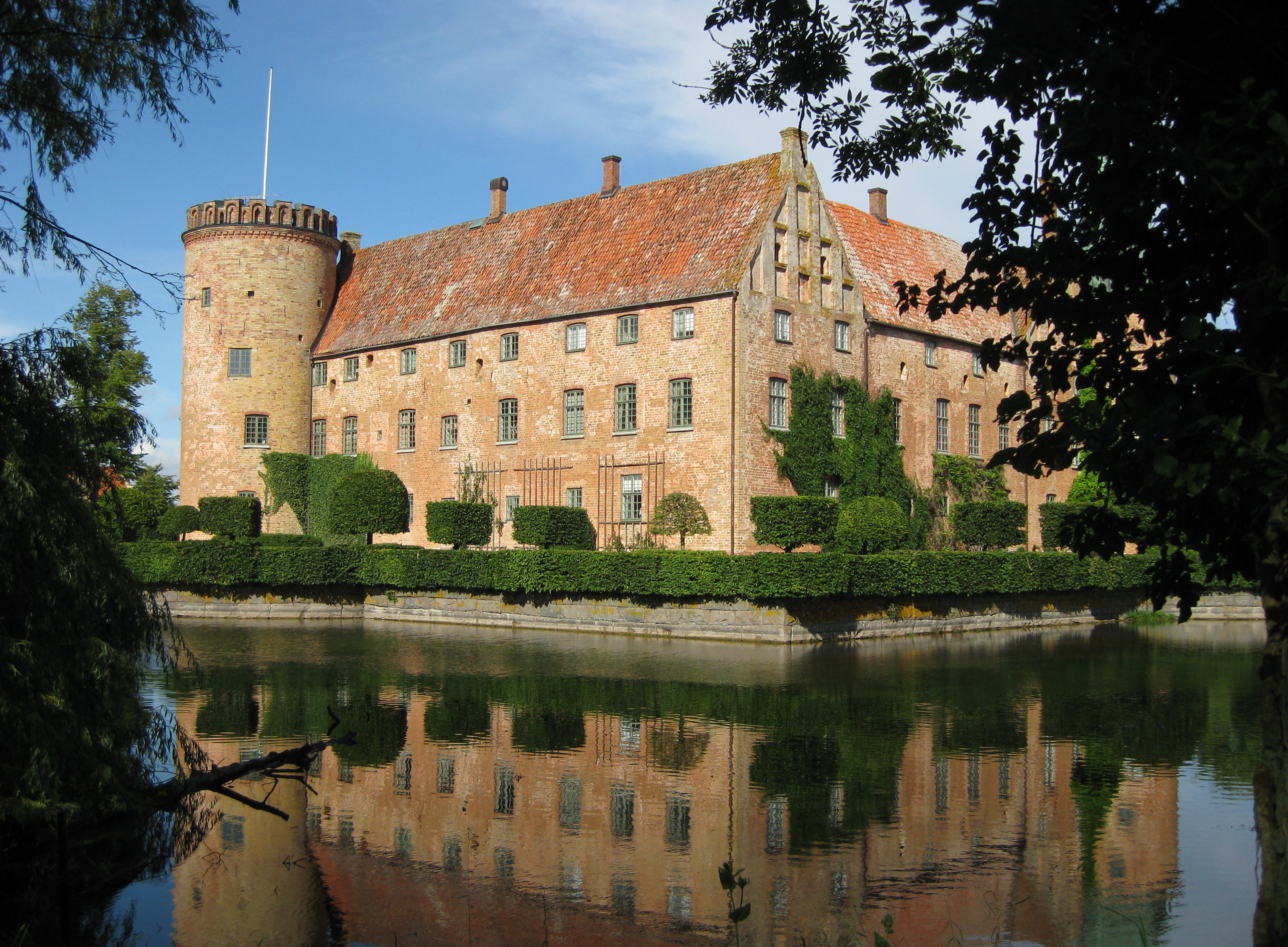
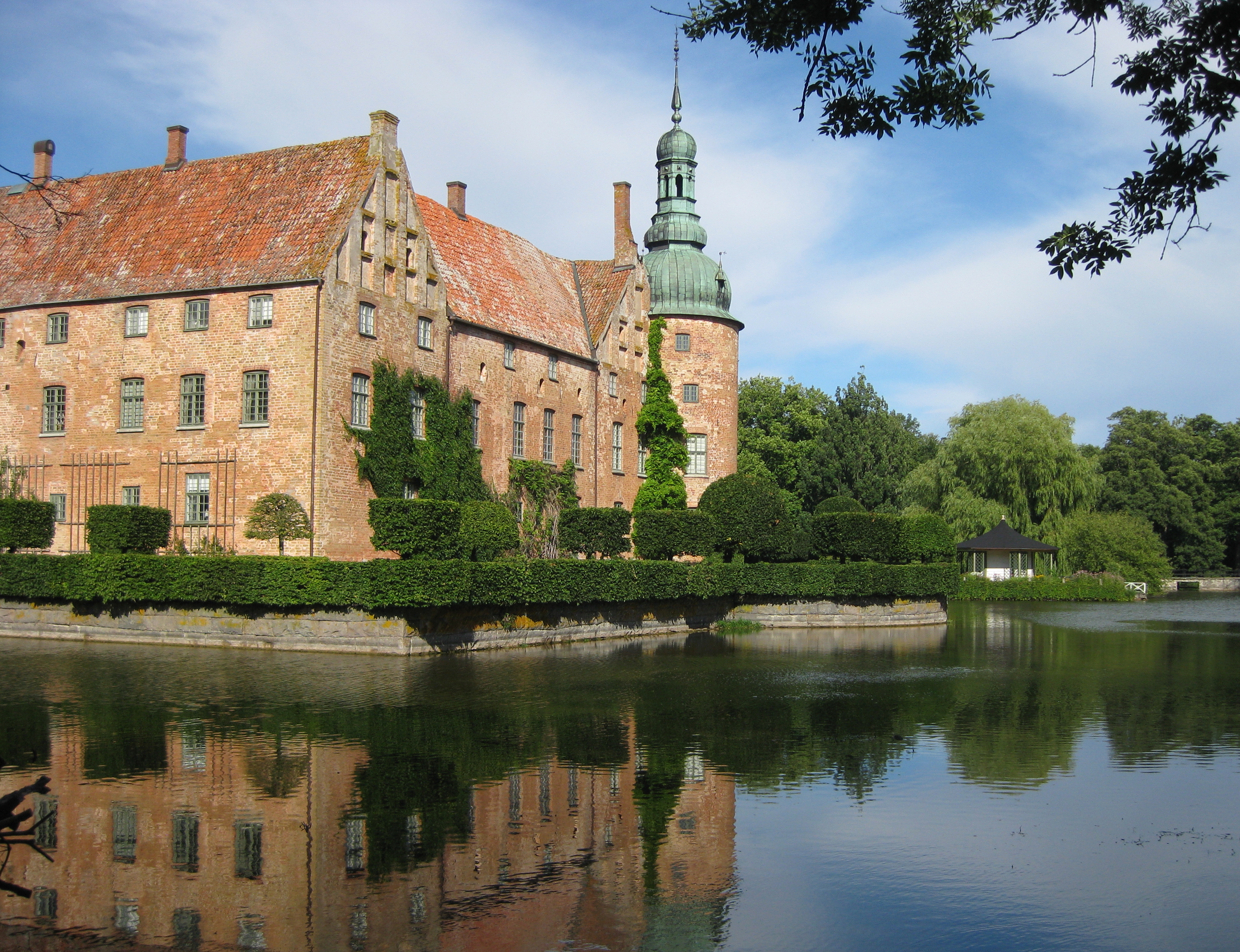
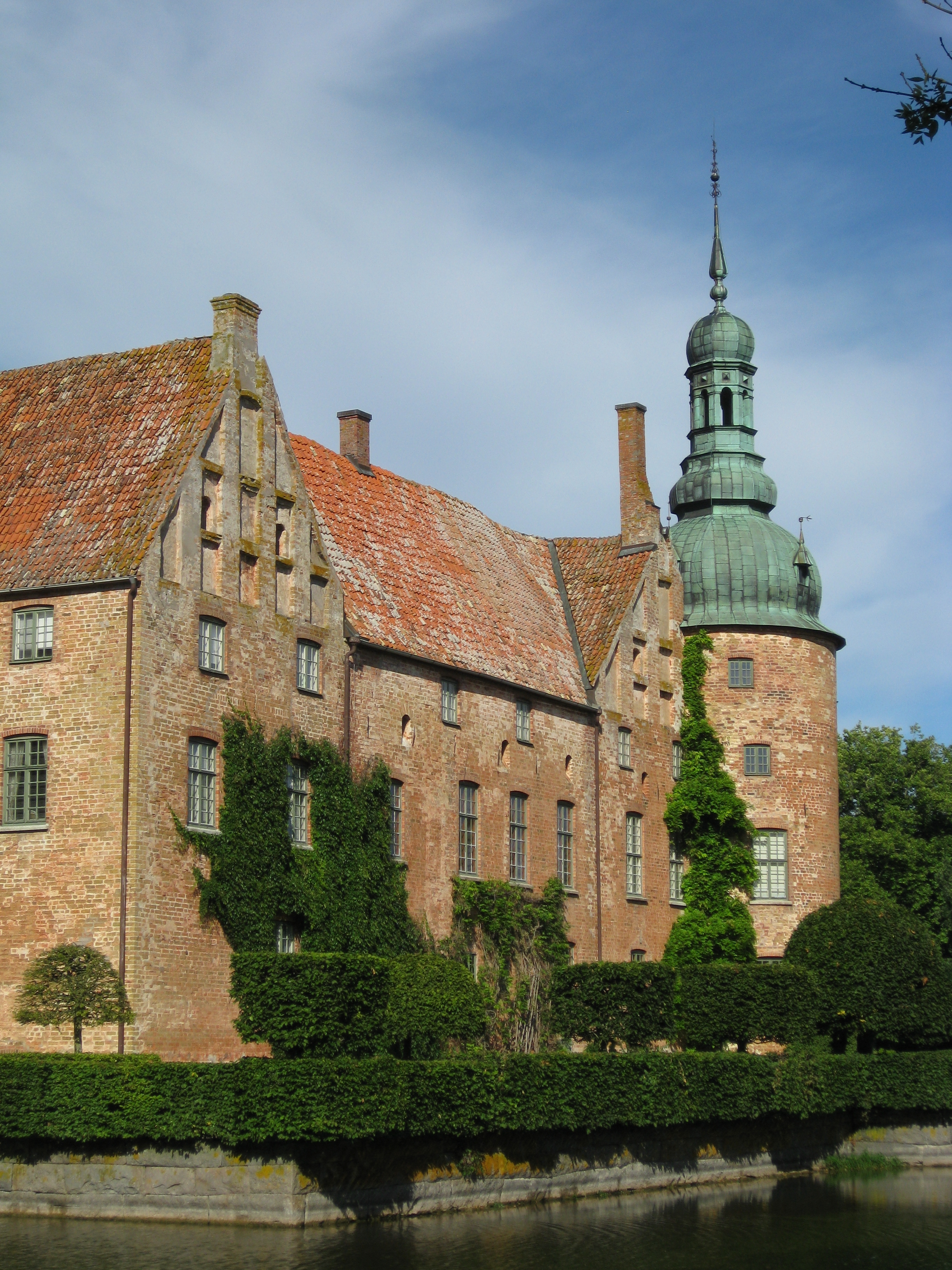